# Wolf-Dieter Storl

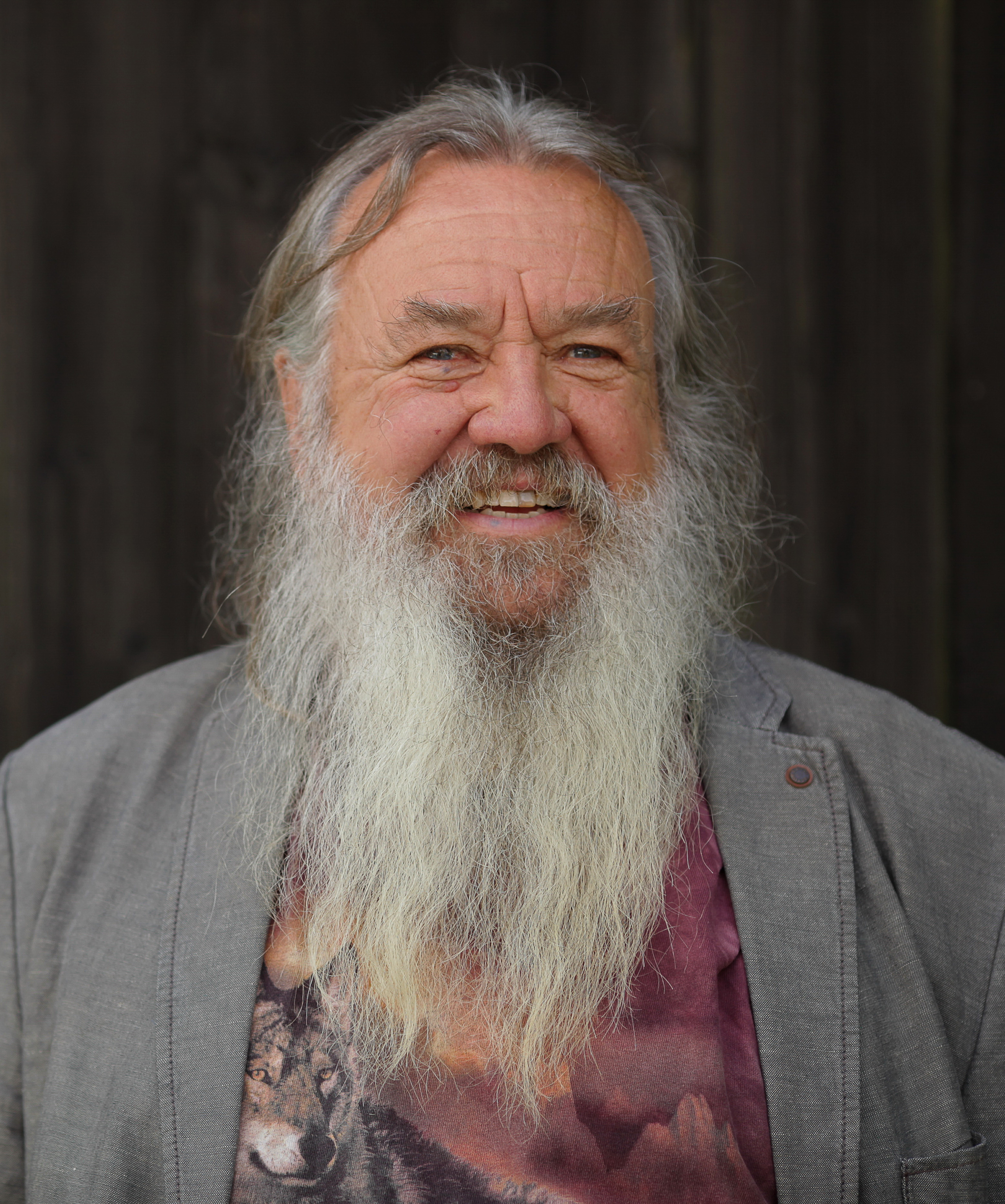
Wolf-Dieter Storl (2016)

Wolf-Dieter Storl (* 1. Oktober 1942 in Crimmitschau in Sachsen) ist ein deutschamerikanischer Kulturanthropologe, Ethnobotaniker und Buchautor. In seinem Schaffen orientiert er sich an der Natur und beschäftigt sich mit Spiritualität, Mythologie und Brauchtum verschiedenster Kulturen. Dabei gilt sein besonderes Interesse den Wäldern und Pflanzen als Nahrungs- und Heilmittel. 

## Leben
Bis zum Alter von 11 Jahren erlebte Storl das Nachkriegsdeutschland. Seine mittellosen Eltern entschlossen sich 1953, in die USA auszuwandern und landeten dort im ländlichen Ohio. Soziale Anknüpfungsschwierigkeiten und gleichzeitige Nähe zur wilden Natur weckten sein Interesse an Botanik und den Weltanschauungen von Naturvölkern. So studierte er auch zuerst Botanik an der Ohio State University, wechselte dann jedoch zu Anthropologie, weil ihm der Laborbetrieb missfiel.
Nach Erlangen des Bachelor-Abschlusses für Anthropologie (1966) wurde Storl Assistent für Kulturanthropologie an der Kent State University (Ohio). Zugleich führte er eine Feldforschung mittels teilnehmender Beobachtung (participant observation) in einer traditionellen Spiritistensiedlung durch (Masters-Thesis, The Structural Analysis of a Spiritualist Camp). Nach der Verleihung des MA (Soziologie) wurde er von derselben Universität zum vollamtlichen Dozenten für Soziologie und Anthropologie berufen. Im Jahr 1970 folgte ein Aufbaustudium (post-graduate studies) in der Völkerkunde an der Universität Wien und er fungierte als Gastdozent am Institute for International Studies (Palais Kinski, Wien).
Als amerikanischer Fulbright-Stipendiat (American Exchange Scholarship Program, 1973 bis 1974) wurde Storl zum Dr. phil (magna cum laude) von der Universität Bern (Schweiz) im Jahr 1974 promoviert. 1975 bis 1978 war er als Soziologie- und Anthropologiedozent in Oregon (R.C. College) tätig, wo er auch als Facuilty Advisor for Native American Students fungierte und zugleich einen Lehrgarten für biodynamische Landwirtschaftsweise an der Universität einrichtete. 1978 bis 1979 war er Gastdozent für Kulturökologie an der Universität Bern (Schweiz) und führte Feldforschung im Emmental und im Département Charente-Maritime durch. 1980 bis 1982 leitete Storl den biodynamischen Garten der Camphill Gemeinschaft in Village Aigues Vertes, Bernex (Kanton Genf) und war Seminarlehrer am Séminaire pour la Formation de Socio-Therapeuts am selben Ort. 1982 bis 1984 war er Visiting Scholar an der Benares Hindu University (BHU) in Uttar Pradesh, Indien. Es folgten Studienreisen und ethnoreligiöse Feldforschung in Bangladesch, Burma, Thailand, China und Japan. 1984 bis 1985 war Storl Lehrbeauftragter an der Sheridan College in Wyoming, wo er Ethnobotanik, Ethnomedizin, Religionsethnologie, Native American Culture las und zugleich Kontakt mit den Medizinleuten (Bill Tallbull, George Elkshoulder) der Cheyenne, zwecks ethnobotanischer Datenerhebung, pflegte. 1985 bis 1986 lebte Storl mit seiner Frau Christine in Kerala, Nordindien und Nepal, zwecks Datenerhebung zum Thema Shivaismus und Kulturökologie.
Seit Mitte der 1980er Jahre veröffentlicht Storl Bücher. Seine Publikationen beschäftigen sich mit Ethnobotanik, Ethnomedizin, traditioneller Phytotherapie und Kulturökologie. Auch indische Religiosität, biologische Landwirtschaft und Gartenbau gehören zu seinen Themen. Des Weiteren leitet er Pflanzenseminare, ethnobotanische Workshops, Kräuterwanderungen und spricht auf Tagungen und Symposien.
Storl ist mit der US-Amerikanerischen Autorin Christine Storl aus Wyoming verheiratet. Gemeinsam haben sie einen Sohn und eine Tochter.
Die Familie wohnt seit 1988 im westlichen Allgäu auf einem abgelegenen Einödhof, einem ehemaligen Rittersitz.

## Kritik
Storls Thesen zur naturheilkundlichen Heilung von Borreliose, welche er in seinem Buch Borreliose natürlich heilen vorstellt – eine Krankheit, unter der Storl nach eigener Aussage selbst litt – zog Kritik auf sich. Laut Felix Riedel von der Fachstelle Radikalisierungsprävention und Engagement im Naturschutz (FARN) verfolge Storl mit Bezug auf Borreliose eine „antiwissenschaftliche Strategie“.
In Interviews bezeichnete Storl bestimmte Publikationen als Hetzkampagne gegen die Pflanzenheilkunde und widersprach der krebserregenden Wirkung von Pyrrolizidinalkaloiden in Beinwell und Huflattich auf die Leber, bei normalem Gebrauch.
Seine Ansichten zur Globalen Erwärmung stießen auf Kritik. So bezeichnete er unter anderem in einem Interview des umstrittenen YouTube-Kanals KenFM, CO2 als „Gas des Lebens“, welches der Natur „gut tue“.
Nach Ansicht von Felix Riedel vertrete Storl eine Verschwörungsfantasie, nach der das Golfkriegssyndrom und Borreliose die Folge von „Chemikalienvergiftung, Impf- und Medikamentenschäden, insbesondere Spätschäden durch die Polioimpfung“ seien. Riedel kritisiert, dass Storl während der COVID-19-Pandemie die Ansicht vertreten habe, dass eine Impfung gegen Viren letztlich unmöglich sei und mit Berufung auf nicht näher benannte klinische Studien Holunderküchlein und -tee als anti-virale Prävention empfohlen habe. Die Aussage Storls, dass ihn die „[d]ie alten überholten Dichotomien – Rechts-Links, Sünder-Gerettete, Sozialisten-Klassenfeinde – und ähnliche kulturelle Konstruktionen [...]“ nicht interessierten und dass er mit allen über Pflanzen spreche, weil „alle Kinder der Mutter Erde“ seien, führt Riedel zu der Kritik, dass Storl „die fundamentalen Gegensätze der jeweiligen politischen Ethik“ leugne, was „kein naiver Humanismus“ sei und von Riedel scharf verurteilt wird. Darüber hinaus interpretiert Riedel einige Aussagen Storls zum Buddhismus als Anzeichen eines Weltbilds, das „klar an den Werten konservativer Ethnologie und rechter Esoterik orientiert“ sei. Riedel argumentiert, dass Storl „den Anschluss an rechte Verschwörungspropaganda“ suche und finde, und betont, dass die therapeutischen Empfehlungen Storls eine Gefährdung für Leib und Leben darstellten.

## Veröffentlichungen

### Bücher
- Vom rechten Umgang mit heilenden Pflanzen. Verlag Hermann Bauer, Freiburg im Breisgau 1986, ISBN 3-7626-0303-0.
- Der Garten als Mikrokosmos. Biologische Naturgeheimnisse als Weg zur besseren Ernte. 2. Auflage. Verlag Hermann Bauer, Freiburg im Breisgau 1988, ISBN 3-7626-0353-7.
- gemeinsam mit M. Scheffer: Die Seelenpflanzen des Edward Bach. 3. Auflage. Hugendubel, 1995, ISBN 3-88034-821-9.
- Von Heilkräutern und Pflanzengottheiten. Aurum, Braunschweig 1997, ISBN 3-591-08344-5.
- Kräuterkunde. Aurum, Braunschweig 1996, ISBN 3-591-08372-0.
- Götterpflanze Bilsenkraut. Nachtschatten Verlag, Solothurn 2000, ISBN 3-907080-63-7.
- Heilkräuter und Zauberpflanzen zwischen Haustür und Gartentor. AT-Verlag, Aarau (Schweiz) 2000, ISBN 3-85502-556-8.
- Pflanzendevas. AT-Verlag, Aarau 2002, ISBN 3-85502-763-3.
- gemeinsam mit Claudia Müller-Ebeling, Christian Rätsch: Hexenmedizin. AT-Verlag, Aarau 1998, ISBN 3-85502-601-7.
- Pflanzen der Kelten. Heilkunde, Pflanzenzauber, Baumkalender. AT-Verlag, Aarau 2000, ISBN 3-85502-705-6.
- SHIVA. Der wilde, gütige Gott. KOHA, Burgrain, ISBN 3-929512-90-4.
- Bom Shiva. Der ekstatische Gott des Ganjas. Nachtschatten Verlag, Solothurn 2003, ISBN 3-03788-114-3.
- Ich bin ein Teil des Waldes. „Der Schamane aus dem Allgäu“ erzählt seine Lebensgeschichte. Franckh-Kosmos, Stuttgart, ISBN 3-440-09548-7.
- Naturrituale. Mit schamanischen Ritualen zu den eigenen Wurzeln finden. AT-Verlag, Aarau, ISBN 3-85502-964-4.
- Der Bär. Krafttier der Schamanen und Heiler. AT-Verlag, Baden/ München 2013, ISBN 978-3-03800-245-1.
- gemeinsam mit Paul Silas Pfyl: Bekannte und vergessene Gemüse. AT-Verlag, Aarau 2002, ISBN 3-85502-808-7.
- Streifzüge am Rande Midgards. Geschichten aus meinem Leben. KOHA, Burgrain 2006, ISBN 3-936862-86-9.
- Borreliose natürlich heilen. AT-Verlag, Aarau 2007, ISBN 978-3-03800-360-1.
- Die Seele der Pflanzen. Botschaften und Heilkräfte aus dem Reich der Kräuter. Franckh-Kosmos, Stuttgart 2009, ISBN 978-3-440-11565-7.
- Mit Pflanzen verbunden. Meine Erlebnisse mit Heilkräutern und Zauberpflanzen. Wilhelm Heyne Verlag, München 2009, ISBN 978-3-453-70100-7.
- Erkenne dich selbst in der Natur. Gespräche unter dem Regenbogen aufgezeichnet von Rébecca Kunz. AT-Verlag, Baden/ München 2011, ISBN 978-3-03800-457-8.
- Wandernde Pflanzen. Neophyten die stillen Eroberer. Ethnobotanik, Heilkunde und Anwendungen. AT-Verlag, Aarau 2012, ISBN 978-3-03800-680-0.
- gemeinsam mit Mechthild Scheffer: Die Seelenpflanzen des Edward Bach. Neue Einsichten in die Bach-Blütentherapie. Aurum in J. Kamphausen Verlag, Bielefeld 2012, ISBN 978-3-89901-655-0.
- Der Selbstversorger. Gräfe und Unzer Verlag, München 2013, ISBN 978-3-8338-2657-3.
- Die alte Göttin und ihre Pflanzen. Wie wir durch Märchen zu unserer Urspiritualität finden. Kailash, München 2014, ISBN 978-3-424-63080-0.
- Ur-Medizin. Die wahren Ursprünge unserer Volksheilkunde. AT-Verlag, Aarau/ München 2015, ISBN 978-3-03800-872-9.
- Der Selbstversorger. Mein Gartenjahr. Gräfe und Unzer, München 2016, ISBN 978-3-8338-5165-0.
- Mein amerikanischer Kulturschock: Meine Jugend unter Hillbillies, Blumenkindern und Rednecks. Kailash, München 2017, ISBN 978-3-424-63154-8.
- Die „Unkräuter“ in meinem Garten. 21 Pflanzenpersönlichkeiten erkennen & nutzen. Gräfe und Unzer, München 2018, ISBN 978-3-8338-6349-3.
- Wolfsmedizin: Eine Reise zu den Pflanzenheilkundigen in der Mongolei und Sibirien. AT-Verlag, Aarau/ München 2018, ISBN 978-3-03800-058-7
- Wir sind Geschöpfe des Waldes: Warum wir untrennbar mit den Bäumen verbunden sind. Gräfe und Unzer, München 2019, ISBN 978-3-8338-6669-2.
- Einsichten und Weitblicke. Das Wolf-Dieter Storl Lesebuch. AT-Verlag, Aarau 2020, ISBN 978-3-03902-066-9.

- Wesen und Geheimnisse der Neophyten. Heilpflanzen, Nahrungspflanzen, Nutzpflanzen. AT-Verlag, Aarau 2022, ISBN 978-3-03902-170-3.
- Die Rezepte unseres Lebens – das Kochbuch der Familie Storl. Gräfe und Unzer, München 2023, ISBN 978-3833887772.
- Der Weise vom Mont Aubert: Erinnerungen an Arthur Hermes. Ein Leben im Einklang mit der Natur, AT Verlag Aarau 2023, ISBN 978-3039022229.

### Hörbücher
- Ich bin ein Teil des Waldes. Der Botschafter der Pflanzen erzählt sein Leben., USM Audio, München 2021, ISBN 978-3-8032-8546-1.

### Video
- Rückkehr an den Ganges DVD, KOHA, 2013, EAN 9783867282154.
- Heilkräuter – Eine Wanderung auf den Spuren heimischer Pflanzen DVD, Neue Weltsicht, Potsdam 2012, EAN 4260155680977.
- Die lebendigen Götter! Eine Reise durch die mythische Welt DVD, Neue Weltsicht, Potsdam 2012, EAN 4260155680878.
- Das seelische Wesen der Pflanzen DVD, Neue Weltsicht, Potsdam 2011, EAN 4260155680311.
- Vergessenes Pflanzenwissen alter Kulturen DVD, Neue Weltsicht, Potsdam 2011, EAN 4260155680229.
- Heiler am Wegesrand. Kräuter- und Pflanzenwissen. DVD, Aurum, Braunschweig 2008, ISBN 978-3-89901-147-0.